# Fred Trump
Frederick (Fred) Christ Trump (New York, 11 oktober 1905 – aldaar, 25 juni 1999), meestal Fred Trump genoemd, was een Amerikaanse vastgoedontwikkelaar. Hij is de vader van vastgoedmagnaat Donald Trump, de 45e en 47e president van de Verenigde Staten, en federaal rechter Maryanne Trump Barry.

## Biografie
Trump was de middelste van drie kinderen van Frederick (Friedrich) en Elizabeth Christ Trump, twee Duitse immigranten. Zijn vader was op 14 maart 1869 geboren in het Duitse Kallstadt en emigreerde in 1885 naar de VS.
Trump werkte eerst als timmerman, maar begon reeds op 15-jarige leeftijd aan een carrière in het zakenleven en legde zich toe op vastgoedontwikkeling. In 1923 richtte hij samen met zijn moeder het familiebedrijf Elizabeth Trump & Son op, dat tot op heden bestaat (tegenwoordig als The Trump Organization). Zijn moeder schonk hem een lening van 800 dollar waarmee hij in Woodshaven een eigen huis bouwde, dat hij vervolgens met grote winst verkocht. Eind jaren twintig bouwde Trump eengezinswoningen in Queens, die hij vervolgens verkocht. Midden jaren dertig (ten tijde van de Grote Depressie) richtte hij in Woodhaven een eigen supermarkt op, Trump Market, dat vervolgens werd opgekocht door King Kullen.
In 1927 werd Trump tijdens Memorial Day samen met zes andere personen aangehouden toen er gevechten uitbraken tussen sympathisanten van het Italiaanse fascisme en de Ku Klux Klan. Er vielen onder de Italianen die hierbij waren betrokken twee doden.
Tijdens de Tweede Wereldoorlog was hij betrokken bij bouwprojecten voor de United States Navy bij scheepswerven op diverse plaatsen langs de oostelijke kust, onder meer in Pennsylvania en Virginia. Na de oorlog bouwde hij woningen voor oorlogsveteranen met een gemiddeld inkomen, onder meer in de New Yorkse buurt Bensonhurst (Brooklyn).
In 1954 begon een Amerikaanse Senaatscommissie een gerechtelijk onderzoek naar Trump. De aanleiding was dat hij bij de bouw van een veteranenappartementencomplex bekend als "Beach Haven" voor miljoenen dollars onrechtmatige winst zou hebben gemaakt. In september 1954 spanden 2500 huurders een proces aan tegen Trump en de Federal Housing Administration wegens het maken van woekerwinsten. Zanger en oorlogsveteraan Woody Guthrie was ook een van de huurders van een appartement, en van hem zijn songteksten teruggevonden waarin hij Trump beschuldigt van racisme.
Gedurende de laatste zes jaar van zijn leven leed Trump aan de ziekte van Alzheimer. In juni 1999 liep hij een longontsteking op. Hij overleed korte tijd later op 93-jarige leeftijd in het Long Island Jewish Medical Center in New Hyde Park, New York.

## Persoonlijk
Trump was getrouwd met Mary MacLeod, een Schotse migrante afkomstig van het eiland Lewis. Uit censusgegevens blijkt dat het echtpaar in april 1935 op 175/24 Devonshire Road in New York woonde. Ze kregen in totaal vijf kinderen: 
- Maryanne (1937–2023)
- Frederick jr. (1938–1981)
- Elizabeth (1942)
- Donald (1946)
- Robert (1948–2020)

- Gemeinsame Normdatei: 1221185004
- International Standard Name Identifier: 0000 0001 2129 4114
- Library of Congress Control Number: n00089927
- Nationale Bibliotheek van Israël: 987007390215205171
- Union List of Artist Names: 500266245
- Virtual International Authority File: 40608755
- WorldCat: E39PBJx8BXPbKDRQJ3G4tW8wG3